# ورزشگاه آلیانز ریویرا
ورزشگاه آلیانز ریویرا در شهر نیس واقع در فرانسه قرار دارد. این ورزشگاه در تاریخ ۲۰۱۳ افتتاح شد. ظرفیت این ورزشگاه ۳۴٬۰۰۰ نفر می‌باشد. در حال حاضر مالک این ورزشگاه تیم نیس می‌باشد.

## جام ملت‌های اروپا ۲۰۱۶
این ورزشگاه چهار بازی را در جام ملت‌های اروپا ۲۰۱۶ میزبانی کرده.